# Кучкар (дем Кушница)
 Тази статия е за селото в Кавалско.  За селото в Солунско вижте Галини (дем Лъгадина).  
Кучкар или Кучкари (на гръцки: Ελαιοχώρι, Елеохори, катаревуса: Ελαιοχώριον, Елеохорион, до 1926 година Κοτσκάρι, Коцкари) е село в Гърция, дем Кушница, област Източна Македония и Тракия.

## География
Селото е разположено на 90 m надморска височина в малка котловина в източната част на Люти рид (Символо).

## История

### Етимология
Според Йордан Н. Иванов името е от кучкар, старобългарското коучкарь, вероятно гледач на ловни кучета. Сравними са местното име Кучка̀рь, Маданско, Кучкарово, Кумановско и други.

### В Османската империя
В 1889 година Стефан Веркович („Топографическо-этнографическій очеркъ Македоніи“) пише за Кучкар:
| „ | Кочкар, мохамеданско село; 1 джамия; обитателите му говорят на български език; от града е на 2 часа разстояние. | “ |

Съгласно статистиката на Васил Кънчов („Македония. Етнография и статистика“) към 1900 година в Кучкар (Кучкаръ) живеят 500 българи мохамедани. Според гръцката статистика, през 1913 година в Кучкар (Κοτσικάρη) живеят 396 души.

### В Гърция
В 1918 година Антон Страшимиров пише:
| „ | Над брега е селото Кучкари - единственото страинно българско поселище тука, запазило се, защото е възприело мохамеданството. А какъв дивен български език имат тези помаци тук! Те днес във всичките наши земи са единствените българи, които, като живеят край море, занимават се и с рибарство: всяка къща има своя „кораб“ (термините ладия или лодка не познават), техните „гребла“ са изработени с резбарски украшения, имат „стануве“ за „ткане“ на „ловидбени мрежи“ и сами си топят „оловни глътки“ (куршемените топки за рибарските мрежи). | “ |

В 1923 година жителите на Кучкар са изселени в Турция. През 1926 година името на селото е сменено от Коцкари (Κοτσκάρι) на Елеохори (Ελαιοχώρι). До 1928 година в Кучкар са заселени 138 гръцки семейства с 544 души бежанци от Източна Тракия. Българска статистика от 1941 година показва 962 жители.
Населението отглежда тютюн, овошки, грозде и маслини.
| Име        | Име        | Ново име    | Ново име    | Описание                                                                  |
| ---------- | ---------- | ----------- | ----------- | ------------------------------------------------------------------------- |
| Сиври тепе | Σιβρὶ Τεπὲ | Певкос      | Πεῦκος      | възвишение (129 m), И от Кучкар, прекръстено със същия указ и на Оросимон |
| Кара дере  | Καρὰ Ρέμα  | Мавро Рема  | Μαῦρο Ρέμα  | реката, която минва през Кучкар, десен приток на Елевтерската река        |
| Река       | Ρικᾶς      | Платанорема | Πλατανόρεμα | река в Люти рид, приток на Бяло море, З от Кучкар                         |

| Година    | 1913 | 1920 | 1928 | 1940 | 1951 | 1961 | 1971 | 1981 | 1991 | 2001 | 2011 | 2021 |
| --------- | ---- | ---- | ---- | ---- | ---- | ---- | ---- | ---- | ---- | ---- | ---- | ---- |
| Население | 396  | 359  | 620  | 987  | 1011 | 1072 | 1131 | 1204 | 1158 | 1126 | 1195 | 981  |